# Antonio Milo (attore)
Antonio Milo (Castellammare di Stabia, 4 maggio 1968) è un attore italiano.

## Biografia
Ha al suo attivo alcuni ruoli nel cast principale delle fiction televisive: Sante Lo Foco in Gente di mare, Lorenzo Ciccone ne La nuova squadra, Giuseppe Iorio ne Il paradiso delle signore, Saverio Mandarà in Maltese - Il romanzo del Commissario, Nicola Percuoco in Natale in casa Cupiello, il brigadiere Raffaele Maione ne Il commissario Ricciardi e il poliziotto Salvatore Ciullo in Resta con me. Milo ha collezionato numerosi ruoli secondari o minori in diverse altre fiction TV e in alcune pellicole cinematografiche. Pur non avendo mai avuto nessun ruolo da protagonista, la sua costante presenza sul piccolo e grande schermo gli è valsa comunque una certa notorietà.

## Teatro
- L'imbecille, di Luigi Pirandello, regia di Nello Mascia
- La giara, di Luigi Pirandello, regia di Nello Mascia
- Masaniello, di Tato Russo
- Otello, di William Shakespeare, regia di Paolo Gazzarra
- Eduardo al Kursaal, regia di Armando Pugliese
- Mettici la mano, regia di Alessandro D'Alatri

## Filmografia

### Cinema
- I cavalieri che fecero l'impresa, regia di Pupi Avati (2001)
- Senza filtro, regia di Domenico Raimondi (2001)
- Una strana infedeltà, regia di Livio Rositani (2008)
- Benvenuto Presidente!, regia di Riccardo Milani  (2013)
- Nottetempo, regia di Francesco Prisco (2014)
- Il vuoto, regia Raffaele Verzillo (2015)
- Vieni a vivere a Napoli, registi vari (2016)
- Bentornato Presidente, regia di Giancarlo Fontana e Giuseppe Stasi (2019)
- L'amore a domicilio regia di Emiliano Corapi (2019)
- I fratelli De Filippo, regia di Sergio Rubini (2021)
- Rosanero, regia di Andrea Porporati (2022)

### Televisione
- La squadra – serie TV, episodi 1×03, 4×17 e 4×20 (2000-2003)
- Distretto di Polizia, regia di Renato De Maria – serie TV, episodi 1x21, 1x23 e 1x24 (2000)
- Cuore, regia di Maurizio Zaccaro (2001)
- Carabinieri – serie TV, episodio 1x11 (2002)
- Distretto di Polizia, regia di Monica Vullo – serie TV, episodi 3x24 e 4x16 (2002-2003)
- Cefalonia, regia di Riccardo Milani (2005)
- Gente di mare (2005-2007)
- Joe Petrosino, regia di Alfredo Peyretti (2006)
- Assunta Spina, regia di Riccardo Milani (2006)
- Il figlio della luna, regia di Gianfranco Albano (2007)
- Caccia segreta, regia di Massimo Spano (2007)
- Fuga con Marlene, regia di Alfredo Peyretti (2007)
- La nuova squadra – serie TV, tre stagioni (2008-2011)
- Il commissario Montalbano, regia di Alberto Sironi, episodio: Una voce di notte (2013)
- Un caso di coscienza 5, regia di Luigi Perelli – serie TV, episodio 5×01 (2013)
- Gomorra - La serie, regia di Stefano Sollima – serie TV, episodio 1×01 (2014)
- Un passo dal cielo, regia di Jan Maria Michelini – serie TV, episodio 3×09 (2015)
- Sotto copertura, regia di Giulio Manfredonia – serie TV (2015)
- Io non mi arrendo, regia di Enzo Monteleone – miniserie TV (2015)
- Il paradiso delle signore, regia di Monica Vullo – serie TV (2015-2017)
- Il sistema, regia di Carmine Elia – miniserie TV, episodio 3 (2016)
- Don Matteo, regia di Daniela Borsese – serie TV, episodi 10×15 e 10×25 (2016)
- Maltese - Il romanzo del Commissario, regia di Gianluca Maria Tavarelli – miniserie TV (2017)
- L'amica geniale, regia di Saverio Costanzo – serie TV (2018-2024)
- Natale in casa Cupiello, regia di Edoardo De Angelis – film TV (2020)
- Il commissario Ricciardi, regia di Alessandro D'Alatri – serie TV (2021-in corso)
- Resta con me, regia di Monica Vullo – serie TV (2023)
- Clan - Scegli il tuo destino, regia di Daniele Barbiero – serie TV (2024-in corso)